# 原子能管制委員會 (日本)
原子能管制委員會（日语：／ Genshiryoku Kisei Iinkai */?），是日本的一個行政機關，負責原子能之管制、監督事務，為環境省的外局，成立於2012年（平成24年）9月19日，取代了原子能安全保安院（原子力安全・保安院）及原子能安全委員會。

## 概要
日本政府雖然設有原子能安全保安院負責原子能的管制監督，但該院卻隸屬於經濟產業省旗下負責推動核電的資源能源廳（資源エネルギー庁），長期下來兩單位的官員互相調任，造成「球員兼裁判」的問題，甚至做為被監管對象的各家電力公司透過退休幹部公然干涉原子能安全保安院的監管工作。
2011年3月11日發生福島第一核電廠事故後，日本政府做出檢討，決定新設行政機關負責原子能的監管，原本計劃於內閣府下設立獨立機構，後來基於原子能監管與環境保護息息相關，而決定在環境省下設立外局，在相關組織法案獲國會通過後，2012年9月19日正式成立原子能管制委員會。

## 組織
原子能管制委員會有一名委員長及四名委員，需獲國會參眾兩院同意後，由內閣總理大臣提名。
委員會設有四個審議會：
- 反應爐安全專門審查會
- 核燃料安全專門審查會
- 放射線審議會
- 國立研究開發法人審議會

委員會之下設有原子能管制廳，做為委員會的事務局，在日本全國各核能設施附近設有事務所以就近遂行監督工作。此外還設立設施等機關——原子能安全人材育成中心（原子力安全人材育成センター）負責原子能管制委員會職員的教育訓練，以及反應爐暨核燃料相關操作主管的國家資格考試管理。

## 外部連結
- （日語）原子力規制委員会
- （日語）Template:Niconico頻道
- （日語）YouTube上的原子力規制委員会Channel頻道
- （日語）原子力規制委員会 / NRA,Japan的X（前Twitter）
- （日語）原発事故の収束及び再発防止に向けて （页面存档备份，存于） - 内閣官房
- （日語）原子力発電所事故による放射性物質対策 （页面存档备份，存于） - 環境省
- （日語）国会提出法案 （页面存档备份，存于） - 内閣官房
- （日語）原子力規制委員会設置法 （页面存档备份，存于） - 衆議院